# Runaway (canção de Bon Jovi)
"Runaway" é o single de estreia da banda americana de rock Bon Jovi. Foi originalmente gravada em 1981, com os músicos de estúdio da banda "The All Star Review".  Em 1982, a música foi responsável por chamar a atenção da rádio WAPP-FM (hoje WKTU), que inseriu a canção em uma coletânea própria. Com “Runaway” nas rádios, Jon Bon Jovi despertou o interesse da gravadora Mercury Records e precisou correr contra o tempo para formar uma banda, já que o selo queria um grupo e não um artista solo. Assim então, ele formou Bon Jovi e o hit foi incluído no primeiro álbum da banda, o que levou eles para uma curta turnê.
A música trata de uma jovem que, depois de fugir da casa dos pais, é obrigada a praticar atos ilícitos para ganhar a vida, em referência à difícil situação em que muitas jovens viviam naquela época.